# ملان (قبيلة)
قبيلة الملان (بالكردية: Milan) هي قبيلة كردية تنشر في شمال سورية وجنوب تركيا. يتركز تواجد تجمعات القبيلة في راس العين ودرباسية حتى مدينة رقة (سري كانيه) شمال سورية. بالاضافة الى العديد من الأماكن الأخرى بما في ذلك ديرسم وغازي عنتاب ومقاطعة أذربيجان الغربية.

## فترة الحكم العثماني
لقد لعبت القبيلة دورًا هامًا في فترة الحكم العثماني. شكلت القبيلة قوات رديفة غير نظامية تعرف باسم القوات الحميدية، وكانت تعمل جنبًا إلى جنب مع الجيش العثماني. بعد حدوث بعض الصراعات بعد الحرب العالمية الأولى، قدمت قبيلة الملية الدعم للفرنسيين. ونظرًا للانتقام الذي تعرضوا له من قبل الجيش التركي، اضطروا بعض أفراد القبيلة إلى مغادرة مناطقهم حول مدينة ويران في تركيا والهجرة إلى مناطق انشار القبيلة في سوريا بقيادة أبناء إبراهيم باش الملي. 
بشار باشا
هو حفيد كلش باشا حاول السير على خطى جده ومتابعة مد نفوذه وسلطته ، ونجح في ذلك فأصبحت أقسام واسعة من الأناضول تحت سيطرته، اشتهر بالحزم والعدل ويعتبر أقوى أمير ظهر في عائلة الباشوات وأكثرهم طموحا ، فإذا كان بقية الأمراء من الباشوات يسعون إلى الاستقلال عن السلطة العثمانية وتأسيس إمارة أو مملكة كردية مستقلة إلا أن بشار باشا كان يسعى إلى تقويض دعائم السلطنة العثمانية ذاتها وتنصيب نفسه سلطاناً بدلاً عن السلطان العثماني، فخاض معارك كثيرة ضد الأتراك وانتصر في معظمها حيث ألحق خسائر فادحة بهم وحرر مناطق واسعة وسيطر على مناطق واسعة يسكنها الأتراك ولكن وبسبب عوامل متعددة ولجوء السلطة العثمانية إلى الحيلة والخداع تمكنت من إلقاء القبض عليه في مدينة قونية وأعدم هناك ليكون عبرة لغيره ومن الجدير بالذكر أن تنفيذ الإعدام بهذا الأسلوب كان يتم فقط للأشخاص الذين سببوا ضيقا وإزعاجا شديدين للسلطة العثمانية.

## تأسيس كيان الإمارة المللية
في منتصف القرن السادس عشر الميلادي استطاع الأمير خضر آغا المللي وولده إسماعيل آغا  البدء بتأسيس كيان الإمارة المللية في برية ماردين وذلك اعتباراً من منحدر ماردين الجنوبي ولغاية السهول الواقعة بين جبل عبد العزيز وجبل شنكال. وتزامن مع ذلك قيام أولاد عمومتهم من أحفاد كلش عبدي البدء بإنشاء الإمارة المللية في ويرانشهر، غرب نهر الخابور، ضمن ما يسمى  بـ (بلاد الملان).

## دور القبيلة في تاريخ سورية
توجد فقط مجموعات قبلية قليلة تظهر ارتباطاً وثيقاً مع التاريخ السوري كما هي الحال بالنسبة لقبيلة الملان. تكونت هذه القبيلة أساساً من عشائر كردية وعربية من منطقة ويران شهر، وهيمنت ابتداء من القرن 18 على شمال سورية بالكامل. عين الباب العالي بعض الأحيان قائدهم تيمور مللي حاكماً على مدينة الرقة ولكنهم لم يتمكنوا من ايقاف حملاته الدائمة على أورفا وقرى المنطقة. عندما احتل والي مصر ابراهيم باشا سورية وقفت قبيلة الملان إلى جانب المصريين (1832 معركة قرب حمص). وفي النصف الثاني من القرن 19 استطاع الملان ثانية تحت قيادة إبراهيم باشا حفيد تيمور- الذي عهد إليه السلطان أمر قيادة فوج من الفرسان الحميدية – استطاع فرض سيطرته على كامل العشائر في المنطقة ومن بينهم عشيرة شمر العربية. بعد الحرب العالمية الأولى وقفت قبيلة الملان إلى جانب قوات الانتداب الفرنسي ضد الكماليين ولكنهم ضربوا من قبل هؤلاء، ومع مرور الوقت وبعد رسم الحدود بين سورية وتركية (1921) استقر القسم الأكبر من الملان على الجانب السوري من الحدود وبشكل خاص حوالي رأس العين وفي الحسكة وأجزاء اخرى من الجزيرة.